# Ferenc Kölcsey

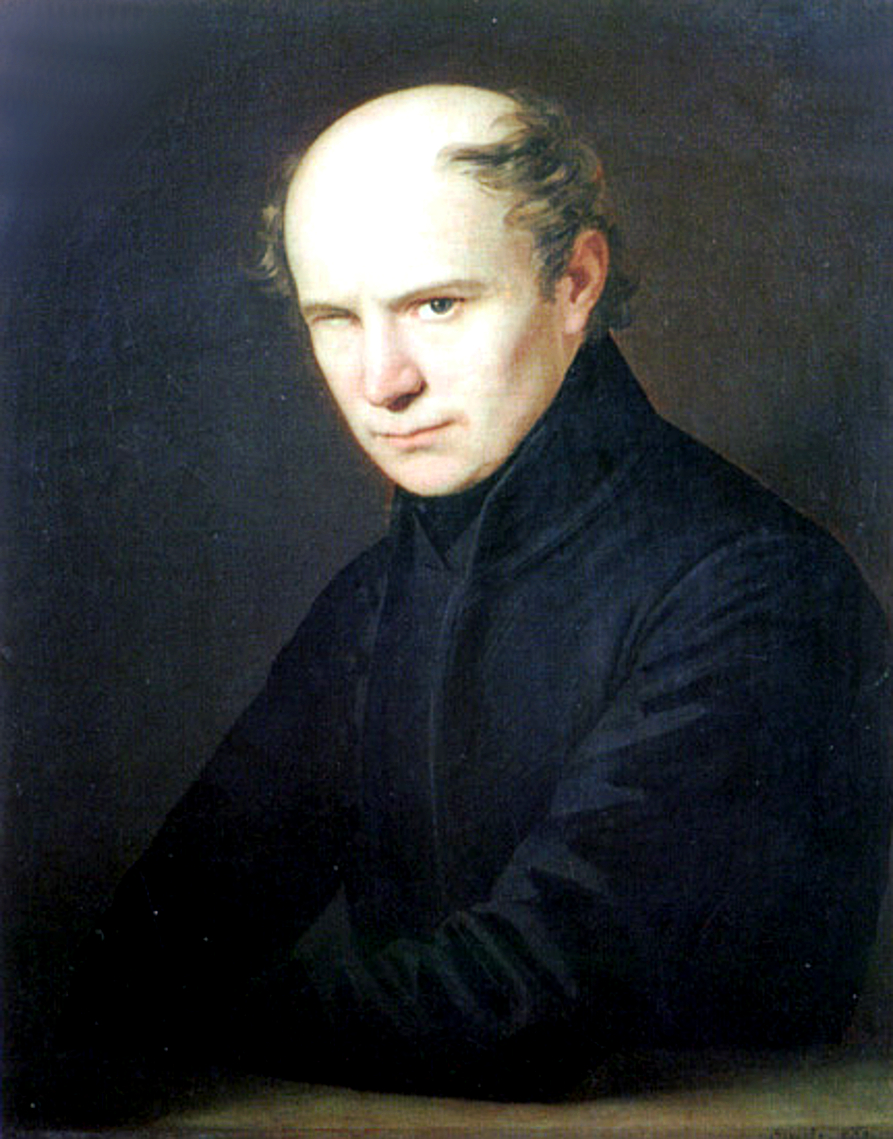
Ferenc Kölcsey.

Ferenc Kölcsey, född 8 augusti 1790, död 24 augusti 1838, var en ungersk författare och politiker, en av de största förgrundsgestalterna under ungersk reformtid.
Kölcsey var anhängare av Ferenc Kazinczys skola och blev känd både som poet och litterär kritiker. Hans dikter är ofta fyllda av en romantisk-progressiv patriotism, och som politiker kämpade han för tidsenliga samhällsreformer. Kölcseys hymn Isten áldd meg a magyart ("Gud välsigne ungraren") har blivit ungersk nationalsång. Den och flera andra av hans dikter är översatta till många språk.